# Dasychira aeana
Dasychira aeana är en fjärilsart som beskrevs av Collenette 1931. Dasychira aeana ingår i släktet Dasychira och familjen tofsspinnare. Inga underarter finns listade i Catalogue of Life.